# Schwarmstedt
Schwarmstedt est une commune en Basse-Saxe à moins de 40 km de Hanovre. Elle est située dans la vallée des rivières Aller et Leine.
La ville compte trois quartiers :
- Schwarmstedt
- Bothmer
- Grindau

et elle compte 5 210 habitants (les Schwarmstädter, les Grindauer et les Bothmeraner).

## Communauté de communes
Schwarmstedt est aussi le siège de la communauté de communes Samtgemeinde Schwarmstedt avec 12 162 habitants :
- Buchholz (Aller) (2 060)
- Essel (1 076)
- Gilten (1 185)
- Lindwedel (2 631)
- Schwarmstedt (5 210)